# Atanas Kirov
Atanas Kirov (Strasldja, 13 de novembre de 1969) és un exfutbolista búlgar, que jugava de davanter.
Després de destacar com a promesa búlgar al PFC Slavia Sofia, el 1990 aplega a la competició espanyola per jugar amb el Deportivo de La Corunya, que no el va tramitar fitxa eixe mateix any.
En les tres temporades següents que hi va romandre al conjunt gallec, no va arribar a debutar en Lliga. La temporada 91/92 va ser cedit al CD Málaga, de Segona Divisió, on va marcar dos gols en 14 partits. Va retornar a l'Slavia de Sofia, primer cedit, i després traspassat, on va jugar des del 1992 fins a l'any 2000. Va retirar-se el 2002, després d'haver militat dos anys al Rochester Rhinos estatunidenc.
Va ser internacional amb Bulgària sots-21 en una ocasió.